# Casa de Antiguidades
Casa de Antiguidades é um filme brasileiro de 2020 do gênero drama, dirigido por João Paulo Miranda Maria. e escrito por João Paulo Miranda Maria e Felipe Sholl. O filme foi o único latino-americano selecionado para o Festival de Cannes em 2020.
O filme também foi selecionado para importantes festivais como Festival de Cinema de Toronto, Chicago International Film Festival, Festival de Cinema de San Sebastian, Festival de Cinema Latino-Americano de Toulouse e outros.[carece de fontes?]
Ganhou o prêmio Roger Ebert no Chicago International Film Festival.